# マーメイド・ボーイ 僕って人魚!?
『マーメイド・ボーイ 僕って人魚!?』（ぼくってにんぎょ、The Thirteenth Year）は、1999年のアメリカ合衆国のコメディテレビ映画（ディズニー・チャンネル・オリジナル・ムービー）。日本ではWOWOWで初放送された。

## あらすじ
船の上で寝ていた漁師のビッグ・ジョン・ウィートリーが目を覚ましたとき、海中を泳ぐ大きな魚らしき姿を見つける。彼はそれを捕らえようと船で追いかけるが、ソナーから消えたため見失う。ビッグ・ジョンが追っていたのは人魚で、彼女は赤ちゃんを抱いてブイの影に隠れていた。ビッグ・ジョンに見つかりそうになった人魚は赤ちゃんを近くに停まっていた船に置き、気を引くため彼の前に姿を現す。人魚だと気づいた彼は操縦を忘れて彼女に目が釘付けになり、船はそのまま浅瀬に向けて突っ込み座礁する。一方人魚が赤ちゃんを置いた船では、持ち主でツアーボートの経営を始めるために島へとやってきたウィットとシャロンのグリフィン夫妻が赤ちゃんの鳴き声に気づく。子どもが欲しいと言うシャロンにウィットは折れて、コーディと名付けて育てることを決める。そのころ人魚は、赤ちゃんを連れて行く2人の様子を寂しげに見ていた。
それから13年後、コーディは通っているマホーン・ベイ・ミドルスクールの水泳チーム「マーリンズ」に所属し、学校一番の人気者となっていた。州大会の出場権がかかっている地区予選当日、両親のツアー船で会場に行こうとするが故障して動かず、このままでは間に合わないと言うコーディにウィットとシャロンはフェリーで行くよう話す。だがフェリーにも乗り遅れたコーディは海に飛び込み、フェリーよりも速く泳いで対岸に到着する。ぎりぎり間に合った彼はチームメイトのショーン・マーシャルと競う形になり、結果勝ったのはショーンだったがマーリンズは州大会への出場権を獲得する。予選終了後、コーディはチームメイトで互いに気があるサムと一緒に彼の両親の車で帰宅する。チームの応援に参加している泳ぎが苦手でいつもひとりぼっちなジェス・ウィートリーの父親ビッグ・ジョンは、13年前に人魚を見たと言いつづけていたため周囲から嘲笑されていた。
コーディは水をがぶ飲みするほど喉が渇くなど、最近体調がおかしいことに気づき始める。学校から出された海洋生物について調べる課題でジェスと組むことになったコーディは、泳ぎ方を訓練することと引き換えに彼から苦手な生物学を教えてもらい、生物学でいい成績を取ることができた。サムとも恋が芽生え、順調と思われたコーディだが、日が経つごとに鱗や魚のヒレが生えたりと、自分の体に起こっている変化に戸惑うコーディは、仲良くなったジェスにそのことを話して原因が何かを知ろうとする。そんな中でビッグ・ジョンは、コーディがあの時近くに停まっていた船の持ち主の息子だと知り、彼を人魚だと疑い始める。

## キャスト
※括弧内は日本語吹替
- コーディ・グリフィン - チェズ・スターバック（英語版）
- ジェス・ウィートリー - ジャスティン・ジョン・ロス（入野自由）
- サム - コートニー・ドレイパー（本名陽子）
- ビッグ・ジョン・ウィートリー - ブレント・ブリスコー（塩屋浩三）
- ショーン・マーシャル - ティム・レッドワイン（英語版）
- ウィット・グリフィン - デイブ・クーリエ（江原正士）
- シャロン・グリフィン - リサ・スタール（英語版）
- コーチ - ブライアン・ヘイリー（福田信昭）
- ネルソン夫人 - カレン・マルヤマ
- ジョー - リーガン・バーンズ
- ハル - ジョエル・マッキノン・ミラー（英語版）
- 少女 - クリステン・スチュワート

## スタッフ
- 監督：デュウェイン・ダンハム
- 脚本：ロバート・L・ベアード、ケリー・セネカル、ジェニー・アラタ
- 原案：ジェニー・アラタ
- 製作：トム・コーウェル
- 製作総指揮：ハイディ・ウォール
- 撮影監督：マイケル・スロヴィス（英語版）
- プロダクションデザイナー：スコット・チャンブリス
- 編集：ブライアン・バーダン（英語版）
- 音楽：フィル・マーシャル